# يوري يانكو
يوري يانكو (بالأوكرانية: Янко Юрій Володимирович) هو موزع أوكراني، ولد في 16 أكتوبر 1961.